# Mir-Jam
Milica Jakovljević, psevdonim Mir-Jam (srbsko Милица Јаковљевић, Мир-Јам), srbska pisateljica, * 22. april 1887, Beograd, Kraljevina Srbija, † 22. december 1952, Beograd, SFRJ. 
Mir-Jam je bila srbska pisateljica, avtorica številnih romanov, ki so bili tudi prirejeni tudi za TV serije.

## Življenjepis
Rodila se je 22. aprila 1887 v Jagodini. Živela je v Kragujevcu, po prvi svetovni vojni pa se preselila v Beograd. Delala je kot novinarka za Beogradske novosti in pozneje za Nedeljne Ilustracije. V tem času je objavila številne ljubezenske zgodbe in romane pod psevdonimom Mir-Jam. Njeno delo sestavljajo ljubezenske zgodbe, napisane v zelo slikovitem in opisnem slogu. Vrednost njenega dela je v natančni in realistični predstavitvi vsakdanjega življenja v Jugoslaviji med svetovnima vojnama. Zaradi tega je dobila vzdevek Srbska Jane Austen .
Tekoče je govorila rusko in francosko. Čeprav je pogosto pisala o porokAH, ni bila nikoli poročena. Umrla je v Beogradu 22. decembra 1952. Mir-Jam je bila sestra pisatelja Stevana Jakovljevića .
Mir-Jam je ponovno postala priljubljena, ko so njen roman Ranjeni orao (Ranjeni orel) priredili v TV-serijo režiserja Zdravka Šotre in ga predvajali na RTS med letoma 2008 in 2009. Na podlagi priljubljenosti Ranjenega orla se je 26. junija 2009 začelo snemanje Greh njene majke, še ene televizijske priredbe romana Mir-Jam. Kmalu zatem so za male ekrane priredili tudi njeno delo Nepobedivo srce.

## Dela

### Romani
- Ranjeni orao[3] (Ranjeni orel)
- To je bilo jedne noći na Jadranu (Bilo je ene noči na Jadranu)
- Nepobedivo srce (Nepremagljivo srce)
- Otmica muškarca (Ugrabitev moškega)
- Greh njene majke (Greh njene mame)
- U slovenačkim gorama (V slovenskih gorah)
- Mala supruga (Mala soproga)
- Samac u braku (Samec v zakonu)
- Izdanci Šumadije

### Zbirke kratkih zgodb
- Dama u plavom (Dama v modrem)
- Časna reč muškarca (Človekova častna beseda)
- Sve one vole ljubav (Vse ljubijo ljubezen)
- Devojka sa zelenim ocima (Dekle z zelenimi očmi)
- Prvi sneg (Prvi sneg)

### Igre
- Tamo daleko (Nekje daleč stran)
- Emancipovana porodica (Emancipirana družina)